# Leverknop

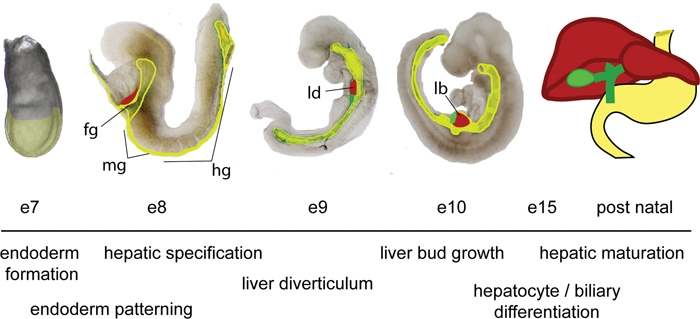
Muisembryo's. Leverknop en lever in rood. Endodermweefsel in geel en de galblaas in groen. Voordarm (fg) middendarm (mg) en einddarm (hg) voorloperdomeinen. Gastrulatie (e6.5-e7.5). Morfogenese vormt voordarm- en achterdarmzakjes terwijl de endodermale beker wordt getransformeerd in een darmbuis. Bij e8.5 wordt de lever gespecificeerd in een deel van het ventrale voordarm-endoderm grenzend aan het hart. Naarmate het embryo groeit, vormt het endoderm een darmbuis en verplaatst het leverdomein zich naar de middendarm. Het leverdivertikel (ld) vormt zich bij e9 en breidt zich uit tot een duidelijke leverknop (lb) bij e10. De lever groeit en bij e15 differentiëren hepatoblasten in hepatocyten en galcellen. De uiteindelijke rijping van de lever verloopt geleidelijk en gaat door tot na de geboorte.

De leverknop (diverticulum hepaticum)  wordt tijdens de embryonale ontwikkeling gevormd. Het is een primordiale cellulaire uitbreiding van de embryonale voordarm-endoderm dat aanleiding geeft tot het parenchym van de lever en de galgang. Het differentieert zich doorgaans van het endoderm bij mensen in de eerste of tweede week na de bevruchting en wordt in de zesde week geresorbeerd in de buisvormige structuren van het septum transversum.

## Ontogenese van de embryonale lever
De enkele laag van cilindrische endodermale epitheelcellen (zie A op de onderstaande afbeelding) wordt dikker doordat de epitheelcellen op de plaats van de knopvorming overgaan in kolomvormige cellen, gevolgd door de delaminatie en migratie van hepatoblasten naar het septum transversum mesenchym, waarbij de leverknop bij muizen wordt gevormd op dag E9,5 (zie B op de onderstaande afbeelding). Uitgebreide hepatoblastproliferatie volgt, waarbij levercelsnoeren ontstaan die vermengd zijn met het levermesenchym en de leversinusoïdale capillairen (open-poriën) omringen, gevormd uit reeds bestaande vitelline-aders (de vitelline-aders zijn alleen aanwezig tijdens de zwangerschap). Vanaf E10,5 dag bij muizen koloniseren hematopoëtische cellen de embryonale lever die snel het belangrijkste embryonale hematopoëtische orgaan wordt tot E15,5 bij muizen (zie C op de afbeelding). Vanaf dag E12,5-E15,5 blijft de embryonale lever groeien, waarbij zowel hematopoëtische als lever compartimenten worden uitgebreid. Structurele veranderingen zijn pas zichtbaar nadat hepatoblast-naar-cholangiocyt-specificatie optreedt rond de portale aders, waarbij een enkele cellaag dikke ductale plaat (zie D op de onderstaande afbeelding) wordt gevormd die evolueert naar een tweecellige laag op dag E16,5 (zie E op de afbeelding). Samenkomende dilataties (verwijdingen) (zie F op de afbeelding) evolueren naar galwegstructuren in de late zwangerschap (zie G op de onderstaande afbeelding). Portale triaden (driehoekjes van Kiernan) kenmerken de bouw van de volwassen lever waarbij een leverslagader, een poortader en een galkanaal een complexe structuur vormen, en een centrale ader, waar lagen van hepatocyten omringt met sinusoïdale capillairen (open-poriën) samenkomen (zie H op de onderstaande afbeelding). Deze bouw is pas enkele weken na de geboorte herkenbaar. Sinusoïdale capillairen, discontinue capillairen of sinusoïden zijn een speciaal type open-poriën capillair met openingen van 30-40 micrometer (μm) in diameter en met grotere openingen in het endotheel Het zijn de eerste bloedvaten in het septum transversum mesenchym.

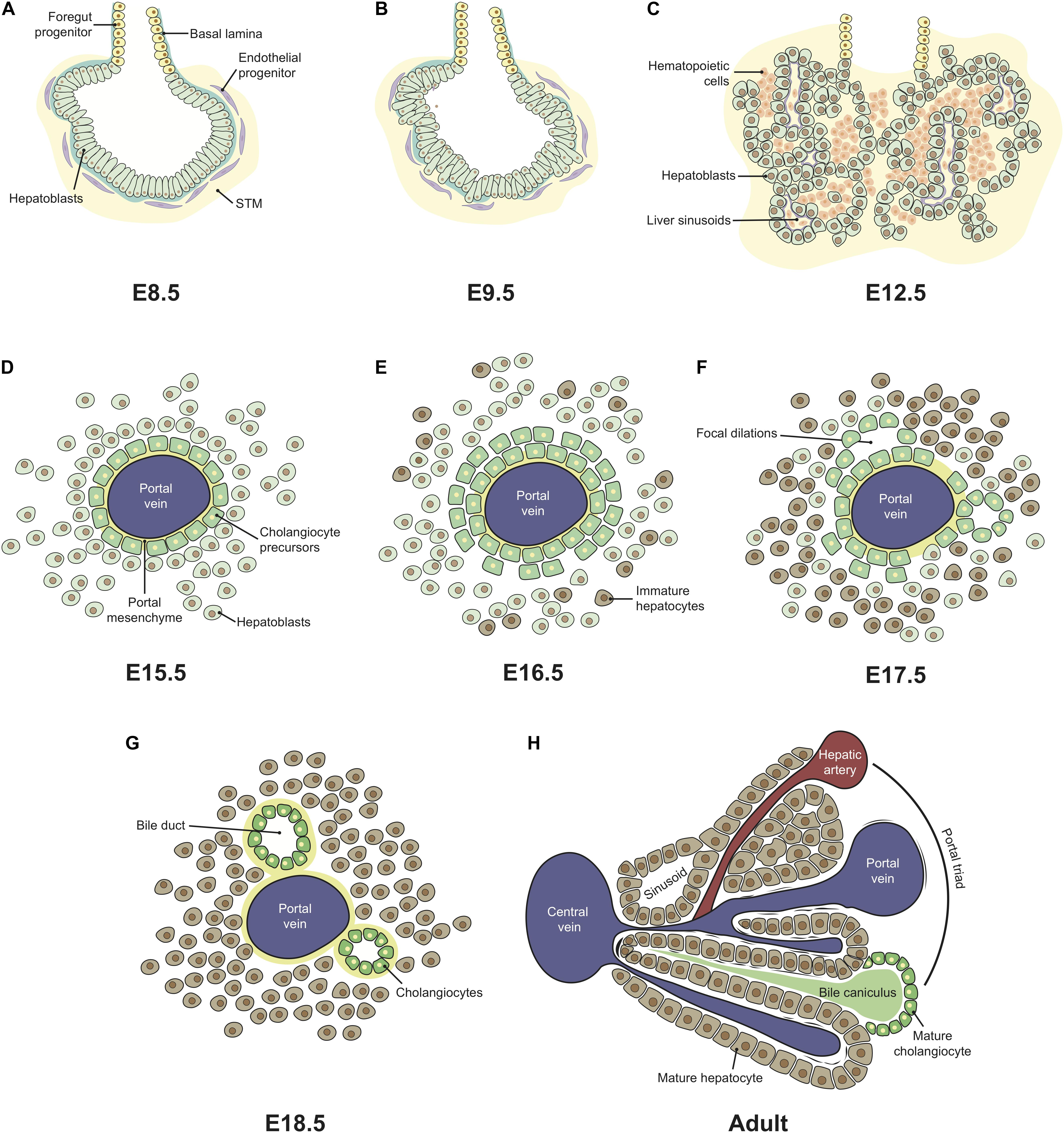
Ontogenese van de embryonale lever. Leverontwikkeling wordt geïnitieerd met de vorming van het leverdivertikel bij de muis op E8,5 dag
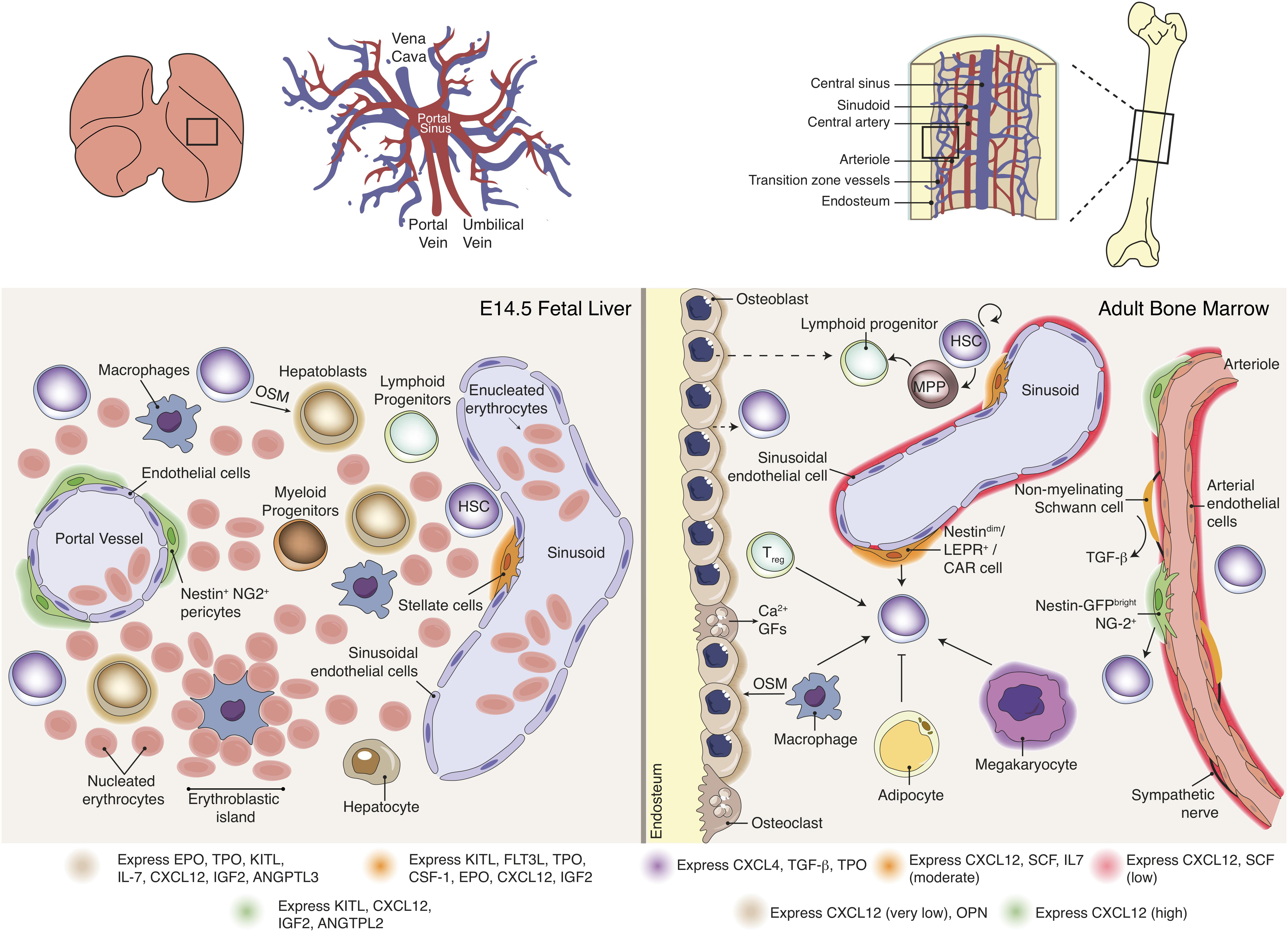
Hematopoëtische stamcellen bij een E14,5 dagen oud muizenembryo en beenmergstamcellen
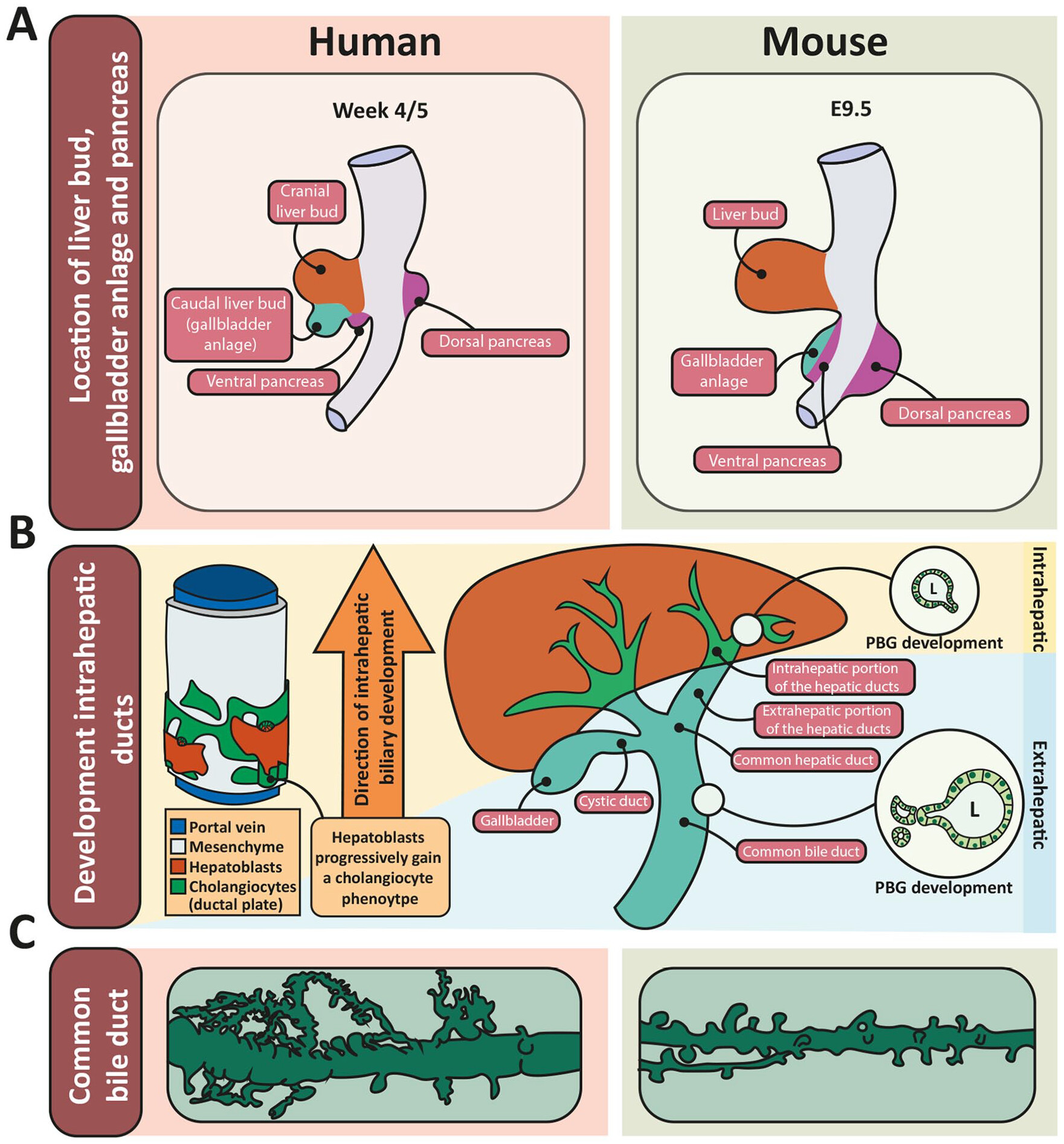
Links boven: Craniale en caudale leverknoppen bij een embryo van de mens en de dorsale en ventrale alvleesklierknoppen (pancreas)
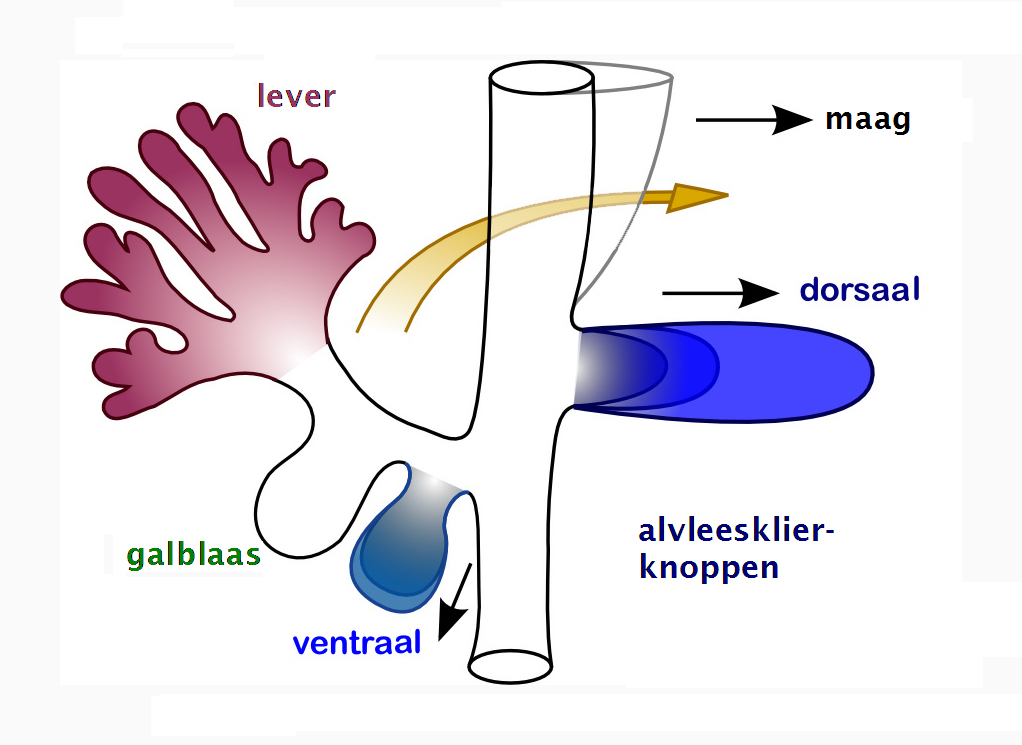
Leverknop (galblaas) en dorsale en ventrale alvleesklierknoppen
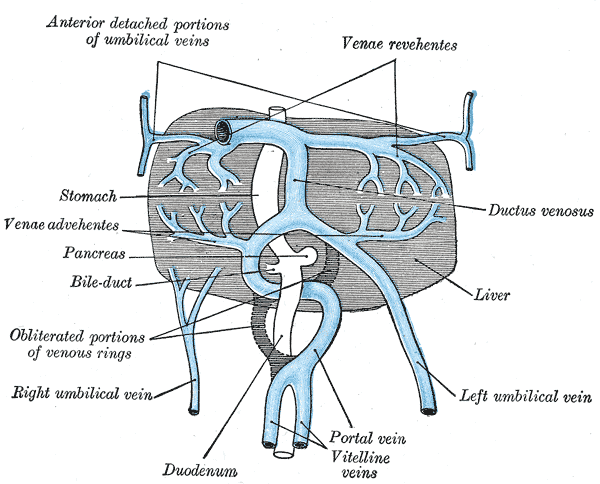
Vitelline aders (vitelline veins) bij een  24 tot 25 dagen oud menselijk embryo (vanaf de bevruchting)